# Lijst van voetbalinterlands Saint Lucia - Saint Vincent en de Grenadines
Deze lijst van voetbalinterlands is een overzicht van alle officiële voetbalwedstrijden tussen de nationale teams van Saint Lucia en Saint Vincent en de Grenadines. De landen speelden tot op heden negentien keer tegen elkaar. De eerste ontmoeting, een kwalificatiewedstrijd voor het Wereldkampioenschap voetbal 1994, werd gespeeld in Castries op 22 maart 1992. Het laatste duel, een vriendschappelijke wedstrijd, vond plaats op 2 maart 2019 in Kingstown.

## Wedstrijden
| №  | Plaats         | Datum             | Competitie                      | Wedstrijd                             | Uitslag |
| -- | -------------- | ----------------- | ------------------------------- | ------------------------------------- | ------- |
| 1  | Castries       | 22 maart 1992     | WK 1994 kwalificatie            | Saint Lucia – St. Vincent en de Gren. | 1 – 0   |
| 2  | Kingstown      | 29 maart 1992     | WK 1994 kwalificatie            | St. Vincent en de Gren. − Saint Lucia | 3 − 1   |
| 3  | Saint George's | 25 april 1993     | Caribbean Cup 1993 kwalificatie | Saint Lucia − St. Vincent en de Gren. | 1 − 0   |
| 4  | Kingston       | 25 mei 1993       | Caribbean Cup 1993              | St. Vincent en de Gren. − Saint Lucia | 4 − 1   |
| 5  | Castries       | 23 november 1995  | Vriendschappelijk               | Saint Lucia − St. Vincent en de Gren. | 2 − 1   |
| 6  | Fort-de-France | 14 maart 1997     | Caribbean Cup 1997 kwalificatie | Saint Lucia − St. Vincent en de Gren. | 3 − 2   |
| 7  | Castries       | 20 maart 1998     | Caribbean Cup 1998 kwalificatie | Saint Lucia − St. Vincent en de Gren. | 3 − 2   |
| 8  | Fort-de-France | 18 april 1999     | Caribbean Cup 1999 kwalificatie | St. Vincent en de Gren. − Saint Lucia | 2 − 2   |
| 9  | Saint George's | 12 maart 2001     | Vriendschappelijk               | St. Vincent en de Gren. − Saint Lucia | 2 − 0   |
| 10 | Castries       | 8 februari 2004   | Vriendschappelijk               | Saint Lucia − St. Vincent en de Gren. | 1 − 2   |
| 11 | Kingstown      | 21 maart 2004     | Vriendschappelijk               | St. Vincent en de Gren. − Saint Lucia | 1 − 1   |
| 12 | Kingston       | 1 oktober 2006    | Caribbean Cup 2007 kwalificatie | St. Vincent en de Gren. − Saint Lucia | 8 − 0   |
| 13 | Castries       | 10 september 2010 | Vriendschappelijk               | Saint Lucia − St. Vincent en de Gren. | 1 − 5   |
| 14 | Gros Islet     | 23 oktober 2012   | Caribbean Cup 2012 kwalificatie | Saint Lucia − St. Vincent en de Gren. | 1 − 0   |
| 15 | Kingstown      | 21 april 2013     | Vriendschappelijk               | St. Vincent en de Gren. − Saint Lucia | 0 − 2   |
| 16 | Roseau         | 4 mei 2014        | Vriendschappelijk               | Saint Lucia − St. Vincent en de Gren. | 0 − 0   |
| 17 | Vieux Fort     | 14 mei 2015       | Vriendschappelijk               | Saint Lucia − St. Vincent en de Gren. | 1 − 2   |
| 18 | Saint George's | 28 juni 2017      | Vriendschappelijk               | Saint Lucia − St. Vincent en de Gren. | 2 − 1   |
| 19 | Kingstown      | 2 maart 2019      | Vriendschappelijk               | St. Vincent en de Gren. − Saint Lucia | 2 − 1   |

## Samenvatting
| Competitie                 | Totaal gespeeld | Winst Saint Lucia | Gelijk | Winst St. Vincent en de Gren. | Doelsaldo Saint Lucia – St. Vincent en de Gren. |
| -------------------------- | --------------- | ----------------- | ------ | ----------------------------- | ----------------------------------------------- |
| WK-kwalificatie            | 2               | 1                 | 0      | 1                             | 2 − 3                                           |
| Caribbean Cup              | 2               | 0                 | 1      | 1                             | 3 − 6                                           |
| Caribbean Cup-kwalificatie | 5               | 4                 | 0      | 1                             | 8 − 12                                          |
| Vriendschappelijk          | 10              | 3                 | 2      | 5                             | 11 − 16                                         |
| Totaal                     | 19              | 8                 | 3      | 8                             | 24 − 37                                         |

SLFA · Saint Luciaans vrouwenelftal
Amerikaanse Maagdeneilanden ·
Anguilla ·
Antigua en Barbuda ·
Aruba ·
Barbados ·
Bermuda ·
Britse Maagdeneilanden ·
Canada ·
Cuba ·
Curaçao ·
Dominica ·
Dominicaanse Republiek ·
El Salvador ·
Grenada ·
Guatemala ·
Guyana ·
Haïti ·
Jamaica ·
Kaaimaneilanden ·
Montserrat ·
Nederlandse Antillen ·
Panama ·
Puerto Rico ·
Saint Kitts en Nevis ·
Saint Vincent en de Grenadines ·
San Marino ·
Suriname ·
Trinidad en Tobago ·
Turks- en Caicoseilanden
SVGFF · A-internationals · Vrouwenelftal van Saint Vincent en de Grenadines
Amerikaanse Maagdeneilanden ·
Anguilla ·
Antigua en Barbuda ·
Aruba ·
Bahama's ·
Barbados ·
Belize ·
Bermuda ·
Britse Maagdeneilanden ·
Canada ·
Costa Rica ·
Cuba ·
Curaçao ·
Dominica ·
Dominicaanse Republiek ·
El Salvador · 
Grenada ·
Guatemala ·
Guyana ·
Haïti ·
Honduras ·
Jamaica ·
Kaaimaneilanden ·
Mexico ·
Montserrat ·
Nederlandse Antillen ·
Nicaragua ·
Puerto Rico ·
Saint Kitts en Nevis ·
Saint Lucia ·
Suriname ·
Trinidad en Tobago ·
Turks- en Caicoseilanden ·
Verenigde Staten